# You and I (singel Willa Younga)
You and I – piosenka napisana przez Eda Johnsona, H. Johnsona i Mike’a Pedena, a wykonywaną przez zwycięzcę pierwszej edycji brytyjskiego Idola, Willa Younga. Pochodzi z debiutanckiego albumu artysty, From Now On. Wraz z utworem „Don’t Let Me Down” została wydana jako czwarty singel wykonawcy. Piosenka zajęła drugie miejsce na brytyjskiej liście UK Singles Chart oraz dwudzieste siódme w Irlandii. Limitowana edycja drugiego CD zawierała dodatkowy plakat.
„You and I” została wydana również w Holandii (bez „Don’t Let Me Down”), gdzie zajęła trzecie miejsce.

## Lista utworów

### CD1
1. „Don’t Let Me Down” (R. Stannard/J. Gallagher/D. Morgan/W. Young/S. Hale)
2. „You and I” (E. Johnson/H. Johnson/M. Peden)
3. „If That’s What You Want” (P. Wilson/A. Watkins/T. Ackerman)
4. „You and I” (wideo)

### CD2
1. „Don’t Let Me Down”
2. „You and I”
3. „Ready or Not” (R. Stannard/J. Gallagher/D. Morgan/W. Young)

## Pozycje na listach przebojów
| Kraj            | Pozycja |
| --------------- | ------- |
| Wielka Brytania | 2       |
| Holandia        | 3       |
| Irlandia        | 27      |